# Dionizy Baran
Dionizy Baran (ur. 4 października 1913 w Sieniawie, zm. 26 stycznia 1995 w Świdnicy) – polski ksiądz rzymskokatolicki na Wołyniu, na Śląsku, proboszcz w parafii św. Stanisława i św. Wacława w Świdnicy, tajny szambelan papieski.

## Życiorys
Urodził się 4 października 1913 roku w Sieniawie, syn Jana i Zofii Buśko. Szkołę powszechną ukończył w Sieniawie. Następnie kształcił się: w Gimnazjum realnym w Leżajsku, Gimnazjum klasycznym w Jarosławiu i Niższym Seminarium Duchownym we Lwowie, gdzie w 1934 roku zdał maturę. Przez rok odbywał służbę wojskową w Szkole Podchorążych w Jarosławiu. W 1935 roku wstąpił do Wyższego Seminarium Duchownego w Łucku na Wołyniu. 15 października 1939 roku przyjął święcenia kapłańskie z rąk bpa Adolfa Szelążka. 
W latach 1939–1941 był: kapelanem sierocińca w Łucku, proboszczem parafii Perespa i wikariuszem w Kowlu. W 1941 roku został proboszczem w Sienkiewiczówce, gdzie brał udział w działaniach konspiracyjnych polskiej samoobrony „ps. Boruń”. W czerwcu 1943 roku bezpiecznie przeprowadził konwój ewakuacyjny Polaków pod osłoną samoobrony do Łucka. Następnie został proboszczem łuckiej katedry, a w sierpniu 1945 roku przybył wraz z innymi Polakami do Lublina, przywożąc skarbiec katedry i cudowny Obraz Matki Bożej Latyczowskiej.
Gdy powrót do diecezji przemyskiej okazał się niemożliwy, wyjechał na Śląsk opolski i 21 sierpnia 1945 roku został duszpasterzem  w parafii Podwyższenia Krzyża Świętego Brzegu. Jego staraniem wyremontowano zniszczony kościół, który 10 grudnia 1945 roku poświęcono. W 1946 roku wyremontował kościół w Brzezinie. Gdy w lutym 1950 roku władze komunistyczne usunęły go z Brzegu, został wikariuszem parafii św. Stanisława i św. Doroty we Wrocławiu. Nawoływał do „nieuszanowania zarządzeń władz państwowych” i dlatego był przez 4 miesiące aresztowany. W grudniu 1950 roku został dziekanem i proboszczem w parafii Lubań, ale w 1951 roku z powodu sprzeciwu władz państwowych, został proboszczem w parafii Nowa Sól.
W czerwcu 1951 roku został wikariuszem parafii katedralnej i parafii św. Krzyża we Wrocławiu. 29 lipca 1952 roku został mianowany generalnym ceremoniarzem katedry wrocławskiej, a 2 października 1952 roku radcą kurii arcybiskupiej. W 1953 roku został rektorem kościoła św. Krzyża we Wrocławiu. W latach 1955–1957 był administratorem parafii św. Maurycego we Wrocławiu. 11 czerwca 1957 roku otrzymał od papieża tytuł tajnego Szambelana Papieskiego. W 1957 roku został dziekanem i proboszczem parafii św. Stanisława i św. Wacława w Świdnicy. W 1974 roku przy filii Politechniki Wrocławskiej utworzył duszpasterstwo akademickie.
W 1983 roku przeszedł na emeryturę. Zmarł 26 stycznia 1995 roku w Świdnicy.